# Премия Уилларда Гиббса
Премия Уилларда Гиббса (англ. Willard Gibbs Award) — премия, вручаемая Чикагской секцией Американского химического общества с 1911 года. Учреждена в память Джозайи Уилларда Гиббса. Присуждается ежегодно за работы в области химии, которые способствовали повышению качества жизни и познанию мира. Лауреат награждается золотой медалью.

## Лауреаты премии

### XX век
- 1911:  Аррениус, Сванте Август
- 1912:  Ричардс, Теодор Уильям
- 1913: Бакеланд, Лео
- 1914: Ремсен, Айра
- 1915: Артур Амос Нойес
- 1916: Уитни, Уиллис
- 1917: Морли, Эдвард Уильямс
- 1918: William Merriam Burton[англ.]
- 1919: William A. Noyes[англ.]
- 1920: Frederick Gardner Cottrell[англ.]
- 1921:  Склодовская-Кюри, Мария
- 1922: Премия не присуждалась
- 1923: Julius Stieglitz[англ.]
- 1924: Льюис, Гилберт Ньютон
- 1925: Гомберг, Мозес
- 1926: James Colquhoun Irvine[англ.]
- 1927: Абель, Джон Джекоб
- 1928: Харкинс, Уильям Дрэпер
- 1929: Claude Silbert Hudson[англ.]
- 1930:  Ленгмюр, Ирвинг
- 1931: Phoebus Levene[англ.]
- 1932: Edward Curtis Franklin[англ.]
- 1933:  Вильштеттер, Рихард Мартин
- 1934:  Юри, Гарольд Клейтон
- 1935: Charles A. Kraus[англ.]
- 1936: Адамс, Роджер
- 1937: Herbert Newby McCoy[англ.]
- 1938: Robert R. Williams[англ.]
- 1939: Ван Слайк, Дональд Декстер
- 1940: Ипатьев, Владимир Николаевич
- 1941:  Дойзи, Эдуард Аделберт
- 1942: Миджли, Томас
- 1943: Conrad Elvehjem[англ.]
- 1944: George O. Curme, Jr.[англ.]
- 1945: Уитмор, Фрэнк Клиффорд
- 1946:  Полинг, Лайнус
- 1947:  Стэнли, Уэнделл Мередит
- 1948:  Кори, Карл Фердинанд
- 1949:  Дебай, Петер
- 1950: Carl Shipp Marvel[англ.]
- 1951:  Джиок, Уильям Фрэнсис
- 1952: William Cumming Rose[англ.]
- 1953: Joel Henry Hildebrand[англ.]
- 1954: Elmer Keiser Bolton[англ.]
- 1955: Даниэльс, Ферингтон
- 1956:  Виньо, Винсент дю
- 1957: W. Albert Noyes Jr.[англ.]
- 1958:  Либби, Уиллард Франк
- 1959: Шлезингер, Герман Ирвинг
- 1960: Кистяковский, Георгий Богданович
- 1961: Гаммет, Луис Плак
- 1962:  Онсагер, Ларс
- 1963: Бартлетт, Пол Даути
- 1964: Кольтгоф, Исаак Мориц
- 1965:  Малликен, Роберт Сандерсон
- 1966:  Сиборг, Гленн Теодор
- 1967:  Вудворд, Роберт Бёрнс
- 1968: Эйринг, Генри
- 1969:  Херцберг, Герхард
- 1970: Фрэнк Вестхаймер
- 1971:  Таубе, Генри
- 1972: Джон Тилестон Эдсалл
- 1973:  Флори, Пол Джон
- 1974:  Корана, Хар Гобинд
- 1975: Марк, Герман Фрэнсис
- 1976: Kenneth Pitzer[англ.]*
- 1977:  Кальвин, Мелвин
- 1978: William O. Baker[англ.]
- 1979: Edgar Bright Wilson[англ.]
- 1980: Коттон, Франк Альберт
- 1981: Bert L. Vallee[англ.]
- 1982: Гилберт Сторк
- 1983: John D. Roberts[англ.]
- 1984:  Кори, Элайас Джеймс
- 1985:  Крам, Дональд Джеймс
- 1986: Jack Halpern[англ.]
- 1987: Бард, Аллен
- 1988:  Маркус, Рудольф Артур
- 1989: Richard Barry Bernstein[англ.]
- 1990: Зэйр, Ричард
- 1991: Гюнтер Вильке
- 1992: Гарри Баркус Грэй
- 1993: Питер Дерван
- 1994: M. Frederick Hawthorne[англ.]
- 1995: Джон Мейриг Томас
- 1996: Fred Basolo[англ.]
- 1997: Джерасси, Карл
- 1998:  Молина, Марио
- 1999: Даль, Лоуренс
- 2000: Nicholas Turro[англ.]

### XXI век
- 2001: Тобин Маркс
- 2002: Ральф Хиршманн
- 2003: John Isaiah Brauman[англ.]
- 2004: Рональд Бреслоу
- 2005: David A. Evans[англ.]
- 2006: Бартон, Жаклин
- 2007: Sylvia T. Ceyer[англ.]
- 2008: Бертоцци, Каролин
- 2009: Брюс, Луис
- 2010: Maurice Brookhart[англ.]
- 2011: Бергман, Роберт
- 2012: Mark Ratner[англ.]
- 2013: Либер, Чарльз
- 2014: John E. Bercaw[англ.]
- 2015: Джон Хартвиг
- 2016: Кисслинг, Лора Ли
- 2017: Клинман, Джудит
- 2018: Cynthia Burrows[англ.][2]
- 2019: Marcetta Y. Darensbourg[англ.]
- 2020: Бао Чжэнань